# Vivo X70系列
vivo X70系列是vivo2021年9月9日發佈的手機系列，包括X70、X70 Pro及X70 Pro+。 
vivo X70与X70 Pro搭载了三星猎户座1080和聯發科天璣1200（視乎發售地區，中國大陸版本vivo X70搭载天璣1200，X70 Pro搭载猎户座1080，香港及臺灣版本vivo X70和X70 Pro均搭載天璣1200），而X70 Pro+则搭载高通驍龍888+晶片，螢幕均採用置中挖孔布局。X70系列全系列都用上了蔡司T*鍍膜。
海外統一的規格版本移除了專業影像晶片V1，處理器也改為天機1200 5G晶片。至於作業系統也從中國版本的Origin OS改為基於Android 11的Funtouch OS，功能方面主要少了物聯網與車載功能的優化，並且移除了Jovi等配套功能。
主攝引入了低色散高透玻璃鏡片，除了超廣角端擁有微雲台外，另外三攝也都具備光學防手震機能。並且撘載vivo自研V1影像晶片。它能減輕主晶片的負擔，在錄影降噪插幀、即時黑光夜視預覽等方面均能提供幫助，而且在遊戲顯示上也能起到MEMC幀率增強的效果。除了X70 Pro+以外，X70 Pro也會搭載這款晶片（國際版X70 Pro不搭載V1晶片，由國際版Pro+獨佔）。此番還給全系列都加上了紅外線遙控的功能，Pro+ 還有IP68防水。